# Aspidiophorus lamellophorus
Aspidiophorus lamellophorus is een buikharige uit de familie Chaetonotidae. Het dier komt uit het geslacht Aspidiophorus. Aspidiophorus lamellophorus werd in 1997 voor het eerst wetenschappelijk beschreven door Balsamo, Hummon, Todaro & Tongiorgi. 